# امانوئل میوزیک
امانوئل میوزیک (انگلیسی: Emmanuel Music) جمعی هنری از خوانندگان و نوازندگان موسیقی مستقر در بوستون است که در سال ۱۹۷۰ توسط کریگ اسمیت بنیان نهاده شد. هدف از تأسیس این گروه هنری به‌طور خاص، اجرای مجموعهٔ کامل بیش از ۲۰۰ کانتات روحانی از یوهان سباستیان باخ در محیط‌های مذهبی بود. این هدف و تلاش هنری دو بار به‌طور کامل انجام شد و سنت آنها امروزه نیز ادامه دارد. امانوئل میوزیک در طول سال‌ها، با ارائه آثار بزرگ و اپرایی یوهان سباستیان باخ، جرج فردریک هندل، فرانتس شوبرت و ولفگانگ آمادئوس موتسارت و همچنین کاوش عمیق در آثار کامل آوازی، پیانویی و مجلسی کلود دبوسی، یوهانس برامس، فرانتس شوبرت، روبرت شومان و در حال حاضر لودویگ فان بتهوون، تحسین منتقدان و علاقمندان موسیقی کلاسیک را به همراه داشت.
یکی از جنبه‌های منحصربه‌فرد اجراهای امانوئل میوزیک، انتخاب تک‌نوازان و تک‌خوانان گوناگون از میان گروهی از هنرمندان است که مدت‌ها با گروه همکاری بوده‌اند. این گروه هنری باعث ظهور موسیقی‌دانان مشهور در سطح محلی، ملی و بین‌المللی شده‌است. ارتباط طولانی مدت آن با آهنگساز مشهور آمریکایی، جان هاربیسون منجر به آفرینش آثار خلاقانهٔ زیادی شده‌است. امانوئل میوزیک در همکاری‌های نوآورانه خود با هنرمندان برجستهٔ سایر هنرها، از جمله گروه رقص مارک موریس و کارگردان نامدار نمایش پیتر سلرس، به شهرتی بین‌المللی میان مخاطبان و منتقدان دست یافته‌است.
نخستین حضور اروپایی امانوئل میوزیک در سال ۱۹۸۹ در بروکسل در سالن «تئاتر دو لا مونه» انجام شد و نخستین اجرای آنها در شهر نیویورک در سال ۲۰۰۱ در مرکز هنرهای نمایشی لینکلن انجام داد.
در یک برنامهٔ زمان‌بندی شده کاری که مجموعاً بیش از پنجاه اجرا در سال را شامل می‌شود، آهنگسازان و رهبران ارکستر میهمان گوناگونی با آنها همکاری دارند که از آن میان می‌توان به سیجی اوزاوا، کریستوفر هاگ‌وود و کریستف ولف اشاره کرد. آنها مجموعهٔ کاملی از آثار هاینریش شوتس را نیز اجرا کرده‌اند.
کریگ اسمیت در سال ۲۰۰۷ درگذشت و جان هاربیسون به عنوان مدیر هنری موقت انتخاب شد تا جانشینی برای کریگ اسمیت پیدا شود. سرانجام رایان ترنر در سال ۲۰۱۰ به عنوان مدیر هنری انتخاب شد و جان هاربیسون به عنوان یکی از رهبران ارکستر مهمان به همکاری‌اش ادامه داد.